# Канаверал (национальное побережье)
Кана́верал (англ. Canaveral National Seashore; [kəˈnæv(ə)r(ə)l]) — одно из 14 национальных побережий США — охраняемых природных территорий, которые находятся в ведении Службы национальных парков США. Расположено в штате Флорида.

## Описание
Побережье Канаверал расположено на барьерном острове Мерритт, протянувшись от города Нью-Смерна-Бич на севере до города Тайтусвилл на юге. Административно разделено между округами Волуша и Бревард. Образовано 3 января 1975 года, площадь его составляет 233,35 км² (включая многочисленные лагуны). Заметную роль в присвоении этому побережью охраняемого статуса сыграла местная художница Дорис Липер. Дикий пляж побережья длиной в 24 километра является самым длинным необустроенным пляжем на всём восточном побережье штата, он разделён на три части, имеющие собственные названия: Плэйалинда (юг), Клондайк (центр) и Аполло (север). Вплотную с юга к побережью примыкает Космический центр Кеннеди, поэтому доступ к пляжу Плэйалинда бывает ограничен во время космических запусков и других подобных мероприятий. Крупнейшая лагуна побережья — Москито. На побережье обитают 310 видов птиц и более 1000 видов растений, в лагунах встречаются ламантины.
- Вход в парк
- На пляже Аполло
- Черепашья насыпь[англ.] (фото 1970 года)
- Несмотря на то, что остров представляет собой почти сплошной пляж, там встречаются и тропические леса.

## Посещаемость
- 2008 год — 994 453 человека
- 2009 год — 1 001 665 человек
- 2010 год — 966 099 человек
- 2011 год — 1 005 001 человек
- 2012 год — 994 430 человек[6]